# NGC 2043
NGC 2043 (również ESO 56-SC168) – gromada otwarta, znajdująca się w gwiazdozbiorze Góry Stołowej, w Wielkim Obłoku Magellana. Odkrył ją Pietro Baracchi 18 grudnia 1884 roku.